# Kommandant der Seeverteidigung Lemnos
Der Kommandant der Seeverteidigung Lemnos, kurz Seekommandant Lemnos, war ein regionaler Küstenbefehlshaber der deutschen Kriegsmarine im Zweiten Weltkrieg.

## Geschichte
Der Seekommandant Lemnos wurde im Juni 1941 auf der Insel Limnos aufgestellt. Der Seekommandant Lemnos war anfangs dem Marinebefehlshaber Griechenland unterstellt und kam nach der Umgliederung im Juli 1941 zum Admiral Ägäis. Sein Befehlsbereich erstreckte sich über die Inseln Limnos, Lesbos, Chios, Agios Efstratios und Psara. 
Im April 1944 wurde die Dienststelle mit dem Kommandant der Seeverteidigung Saloniki zusammengelegt und bildete den neu eingerichteten Kommandant der Seeverteidigung Nordgriechenland.

## Unterstellte Dienststellen und Verbände
Dem Seekommandanten waren folgende Verbände und Dienststellen unterstellt:
- Hafenkommandant Moudros mit Hafenkompanie, mit der Aufstellung der Dienststelle aufgestellt und mit der Auflösung der Dienststelle ebenfalls aufgelöst
- Hafenkommandant Mytilene mit Hafenkompanie, ab Oktober 1943 bis Oktober 1944
- Hafenkommandant Chios mit Hafenkompanie, ab Dezember 1942 bis November 1944

## Seekommandanten
- Kapitän zur See Karl von Koppelow: von der Aufstellung bis April 1942
- Kapitän zur See Ernst Meyer: von April 1942 bis zur Auflösung